# Kil (Uppland)
Kil is een plaats in de gemeente Nacka in het landschap Uppland en de provincie Stockholms län in Zweden. De plaats heeft 639 inwoners (2005) en een oppervlakte van 74 hectare.

## Verkeer en vervoer
Bij de plaats loopt de Länsväg 222.